# آدم برومبيرغ
آدم برومبيرغ (بالسويدية: Adam Bromberg؛ بالبولندية: Adam Bromberg) هو صحفي وشخصية أعمال سويدي وبولندي، ولد في 12 مارس 1912 في لوبلين في بولندا، وتوفي في 23 مارس 1993 في ستوكهولم في السويد.